# Republikanski program
Republikanski program Hrvatske stranke prava (1919.) je zaokret u pravaškoj ideologiji, koji prati osnivanje nove Hrvatske stranke prava (1919.). Novi republikanski program potpisuju Vladimir Prebeg i Ante Pavelić, budući poglavnik NDH.
Nakon ukidanja Stranke prava 1918., novi politički kurs vode Vladimir Prebeg i Ante Pavelić, koji osnivaju Hrvatsku stranku prava. Taj program čini najveće odstupanje od stračevićanske misli još od vremena odvajanja milinovaca. Ponajprije odbacuje Starčevićevu, Frankovu, Horvatovu, Pilarovu, Milobarovu i Štadlerovu formu koja će se odvijati oko liberalizma, konzervativizma i monarhizma. Ideologija u novom političko-ideološkom diskursu temeljit će se na republikanizmu i nacionalizmu, te postaje kasnije osnova za radikalniju ideologiju koja će utjecati na stvaranje Ustaškog pokreta.